# Phare du port de Covehead
Le phare du port de Covehead (en anglais : Covehead Harbour Light)
est un phare situé sur la côte nord du Comté de Queens (Province de l'Île-du-Prince-Édouard), au Canada. Il se trouve dans les dunes du Parc national de l'Île-du-Prince-Édouard.
Ce phare est géré par la Garde côtière canadienne .
Ce phare patrimonial  est répertorié par la loi sur la protection des phares patrimoniaux (en)  en date du 29 ai 2015.

## Histoire
Le port de Covehead a bénéficié, depuis 1879, de feux d'alignement à son entrée.
Le premier phare de Covehead, une structure en bois, n'a été construit qu'en 1967. Il était situé à Red Point. En 1975, le site du phare a été déplacé à son emplacement actuel dans les dunes où le phare actuel a été construit.

## Description
Le phare actuel est une tour pyramidale blanche de 8,2 m de haut, avec une galerie et une lanterne carrée rouge. Sa lentille de Fresnel Il émet, à une hauteur focale de 10 m, un bref éclat blanc toutes les 5 secondes. Sa portée nominale est de 11 milles nautiques (environ 20 km). Il est aussi équipée d'une corne de brume retentissant 3 secondes toutes les 30 secondes.
Identifiant : ARLHS : CAN-150 - Amirauté : H-1150 - NGA : 7996 - CCG : 1051 .

## Caractéristique duFeu maritime
Fréquence : 5 secondes (W)
- Lumière : 0.5 seconde
- Obscurité : 4.5 secondes

|                       |
| Île du Prince Edouard |

### Lien connexe
- Liste des phares de l'Île-du-Prince-Édouard